# Lista de bairros de Campinas
O município de Campinas possui aproximadamente 470 bairros. A lista dos bairros abaixo apresentada representa a grande maioria dos bairros existentes na cidade. Campinas é dividida em seis regiões (Norte, Sul, Leste, Sudoeste, Noroeste e Centro). Além disso, possui seis distritos (Sousas, Joaquim Egídio, Barão Geraldo, Nova Aparecida, Campo Grande e Ouro Verde).
- Nota: certos nomes parecem conter ou contém erros ortográficos. Entretanto, são essas as formas comumente grafadas pela população e pelo Poder Público. Existem alguns bairros que o correio lida com nomes diferentes.

## Região Central
A Região Central de Campinas é a que está mais densamente urbanizada, sendo altamente verticalizada, possuindo a maior concentração de estabelecimentos comerciais, médicos e de serviços de toda a cidade.
Nela há tanto regiões residenciais e mistas de alto poder aquisitivo (Cambuí e Vila Itapura), assim como regiões degradadas e com muitos imóveis abandonados (parte alta do Centro, a região próxima à antiga rodoviária e a região próxima à antiga estação Guanabara).
1. Bosque
2. Botafogo
3. Cambuí
4. Centro
5. Guanabara
6. Vila Itapura
7. Vila Industrial

## Região Norte
A Região Norte de Campinas engloba os distritos de Barão Geraldo e Nova Aparecida, a região dos Amarais, do Chapadão e do Jardim Aurélia.
1. Bonfim
2. Campo dos Amarais
3. Guanabara
4. Jardim IV Centenário
5. Jardim Aurélia
6. Jardim Bandeirantes
7. Jardim Campineiro
8. Jardim Chapadão
9. Jardim Eulina
10. Jardim Interlagos
11. Jardim Magnólia
12. Jardim Miranda
13. Jardim Pacaembu
14. Jardim Santa Mônica
15. Jardim São Marcos
16. Jardim do Vovô
17. Loteamento Center Santa Genebra
18. Parque das Flores
19. Parque Cidade de Campinas
20. Parque Fazendinha
21. Parque Santa Bárbara
22. Parque São Jorge
23. Parque das Universidades
24. Parque Via Norte
25. Residencial Campo Florido
26. Residencial Parque Bandeirantes
27. Vila Aurocan
28. Vila Boa Vista
29. Vila Nova
30. Vila Olímpia
31. Vila Proost de Sousa
32. Vila Rossi e Siqueira
33. Vila São Bento
34. Vila San Martin

## Região Leste
A Região Leste de Campinas concentra bairros residenciais de alto padrão (Alphaville, Nova Campinas, Paineiras, Santa Marcelina, Gramado, Hípica, Taquaral, Primavera) e outros que contrastam muito com os bairros anteriormente citados, assim exalando a má distribuição de renda e o descaso público (Vila Brandina, Vila Genesis, Jardim Nilópolis, Jardim Myriam, Parque dos Pomares e diversos outros). É cortada em boa parte de sua extensão pela rodovia Dom Pedro I. Os distritos de Sousas e Joaquim Egídio situam-se nesta região. Nesta região, situam-se os shoppings Iguatemi, Galleria e Parque Dom Pedro, assim como bairros rurais (Bananal e Carlos Gomes etc.). É a região mais rica e desenvolvida do município, com alto índice de desenvolvimento humano, juntamente com parte da região norte (Chapadão, Guanabara, Barāo Geraldo) e região central (Cambuí e Vila Itapura).
O Parque Taquaral tem, como atrações, o bondinho, o barco com mirante e o pedalinho.
1. Alphaville
2. Bananal
3. Carlos Gomes
4. Chácara da Barra
5. Chácara Gargantilha
6. Chácara Primavera
7. Gramado
8. Jardim Bela Vista
9. Jardim Guanabara
10. Jardim Belo Horizonte
11. Jardim Boa Esperança
12. Jardim Bom Retiro
13. Jardim Campinas
14. Jardim Conceição
15. Jardim Dom Bosco
16. Jardim Flamboyant
17. Jardim Itamarati
18. Jardim Madalena
19. Jardim Míriam
20. Jardim Monte Belo I
21. Jardim Monte Belo II
22. Jardim Nilópolis(Campinas)
23. Jardim Novo Taquaral
24. Jardim Nossa Senhora Auxiliadora
25. Jardim das Paineiras
26. Jardim das Palmeiras
27. Jardim Paraíso
28. Jardim Planalto (Grupo res.do IAPC)
29. Jardim Professora Tarcilla
30. Jardim Santana
31. Jardim Santa Cândida
32. Jardim Santa Genebra
33. Jardim Santa Marcelina
34. Jardim São Carlos
35. Jardim São Rafael
36. Mansões Santo Antônio
37. Notre Dame
38. Nova Campinas
39. Alto do Taquaral
40. Parque Brasília
41. Parque da Hípica
42. Parque dos Pomares
43. Parque Imperador
44. Parque São Quirino
45. Parque Shangrilá[2][3]
46. Parque Taquaral
47. Recanto dos Dourados
48. Residencial Shangrilá
49. Taquaral
50. Vila Brandina
51. Vila 31 de Março
52. Vila Costa e Silva
53. Vila Gênesis
54. Vila Iza
55. Vila Miguel Vicente Cury
56. Vila Nogueira

## Região Sul
A Região Sul faz divisa com municipios de Indaiatuba e Valinhos, é cortada pelas maiores rodovias do estado ( Anhanguera e Bandeirantes),  sedia o Aeroporto de Viracopos , possui variados tipos de ocupação urbana: Areas rurais, complexos urbanos como  o maior residencial  da América Latina (Swiss Park ) , outros como (Jardim Proença, Jd. Princesa D´oeste, Jd. Guarani, Parque Prado, Jardim Leonor, Jardim Nova Europa, Vila Formosa), e também existem bairros sem legalização . Considerada uma área em constante crescimento, possui  área industrial relevante, galpões, estruturas de logistica, hipermercados ( Extra, Wall Mart), Shoppings  ( Campinas Shopping, Prado) e engloba Rede Hoteleira , Salões de Convenções, Mall Comercial e Offices ( Swiss Park ,Royal Palm Plaza e Aeroporto).
1. Cidade Jardim
2. Fundação da Casa Popular
3. Jardim Amazonas
4. Jardim das Andorinhas
5. Jardim Baronesa
6. Jardim Campo Belo I
7. Jardim Campo Belo II
8. Jardim Carlos Lourenço
9. Jardim Esmeraldina
10. Jardim Estoril
11. Jardim Fernanda I
12. Jardim Fernanda II
13. Jardim Guarani
14. Jardim Icaraí
15. Jardim Irmãos Sigrist
16. Jardim Itaiú
17. Jardim Itatiaia
18. Jardim Irajá
19. Jardim do Lago I
20. Jardim do Lago II
21. Jardim Leonor
22. Jardim Marisa
23. Jardim New York (ou Nova Iorque)
24. Jardim Nova América
25. Jardim Nova Mercedes
26. Jardim Nova Europa
27. Jardim Novo São José
28. Jardim Ouro Branco
29. Jardim Nossa Senhora de Lourdes
30. Jardim das Oliveiras
31. Jardim Paranapanema
32. Jardim Paulistano
33. Jardim Planalto
34. Jardim Primavera
35. Jardim Proença
36. Jardim Samambaia
37. Jardim Santa Cruz
38. Jardim Santa Eudóxia
39. Jardim Santa Judith
40. Jardim Santa Odila
41. Jardim São Domingos
42. Jardim São Fernando
43. Jardim São Gabriel
44. Jardim São José
45. Jardim São Pedro
46. Jardim São Vicente
47. Jardim Tamoio
48. Jardim do Trevo
49. Jardim Von Zuben
50. Parque Camélias
51. Parque dos Cisnes
52. Parque Eldorado
53. Parque da Figueira
54. Parque Jambeiro
55. Parque Industrial
56. Parque Prado
57. Parque Oziel
58. Parque São Martinho
59. Ponte Preta
60. São Bernardo
61. Swiss Park
62. Vila Campos Sales
63. Vila Georgina
64. Vila Formosa
65. Vila IAPI
66. Vila Industrial
67. Vila Ipê
68. Vila Joaquim Inácio
69. Vila Lemos
70. Vila Maria[4]
71. Vila Mimosa
72. Vila Marta
73. Vila Marieta
74. Vila Nova São José
75. Vila Orozimbo Maia
76. Vila Palmeiras
77. Vila Pompeia
78. Vila Rica
79. Vila Santana
80. Vila Teixeira
81. Vila Progresso

## Região Sudoeste[5]
A Macrorregião Sudoeste possui um forte Distrito Industrial, localizada em uma extensa área de 98,92 Km2, concentra mais de 30 empresas de grande porte e multinacionais, gera 8.268 empregados e uma renda total de 2,6 bilhões anuais.
Outro importante pólo de desenvolvimento localizado na Macrorregião Sudeste é a área próxima ao Aeroporto de Viracopos, que com sua ampliação trará modernidade e melhora na infraestrutura local.
Apesar de estar localizada um pouco distante do centro de Campinas, possui patrimônios históricos, culturais e naturais representados por pontos turísticos, como: Casa de Cultura Fazenda Roseira, Parque Linear do Rio Capivari e Parque União.
Outras estruturas físicas complementam a região oferecendo diversos serviços para seus moradores, como: feiras, escolas, centros de saúde e hospitais públicos, como o Complexo Hospitalar Ouro Verde.
1. Jardim Anchieta
2. Jardim Ipiranga (bairro de Campinas)

## Distrito de Barão Geraldo
O distrito de Barão Geraldo, localizado a aproximadamente 10 km do centro de Campinas, é conhecido pela grande concentração de empresas de pesquisa e alta tecnologia, além de alguns comércios e serviços, que atendem aos mais de 70 bairros baronenses. A maior parte da população é de classe média, tanto com bairros abertos e condomínios fechados, porém uma parte da população é flutuante devido à concentração de estudantes da UNICAMP, ali localizada.
1. Bosque de Barão
2. Bosque das Palmeiras
3. Chácara Belvedere (também conhecido por Guará)
4. Chácara Santa Margarida (também conhecido por Guará)
5. Chácaras Leandro
6. Cidade Universitária
7. Jardim Afife
8. Jardim Alto da Cidade Universitária
9. Jardim América
10. Jardim Independência
11. Jardim José Martins
12. Jardim Santa Genebra
13. Jardim São Gonçalo
14. Jardim do Sol
15. Loteamento Center Santa Genebra
16. Parque Ceasa
17. Parque das Universidades
18. Residencial Burato
19. Parque Rio das Pedras (Correios: Residencial Parque Rio das Pedras)
20. Real Parque
21. Residencial Terra Nova
22. Vale das Garças (Correios: Loteamento Chácaras Vale das Garças)
23. Vila José Martins (Correios: Jardim José Martins)
24. Vila Modesto Fernandes
25. Vila Santa Luísa
26. Vila Santa Isabel
27. Vila São João
28. Vila São José
29. Village Campinas
30. Moradia Estudantil da Unicamp

## Distrito de Campo Grande
O distrito de Campo Grande é uma das áreas mais populosas da cidade, que virou distrito há pouco tempo. Concentra também registros de grandes investimentos governamentais,  como a ligação da rodovia SP-101 até a Avenida John Boyd Dunlop. É um distrito afastado do Centro (cerca de 15 km do centro da cidade). No distrito existem famílias de classe média-alta, média e baixa.
1. Cidade Satélite Íris
2. Cidade Satélite Íris II
3. Cidade Satélite Íris III
4. Cidade Satélite íris IV
5. Chácaras Bom Jesus do Pirapora
6. Chácaras Colina Verde
7. Chácaras Cruzeiro do Sul
8. Chácaras Maringá
9. Chácaras Marisa
10. Chácaras Morumbi
11. Chácaras Paraíso
12. Chácaras Primavera
13. Delta I
14. Fazenda Agropecuária Acácia
15. Fazenda Bela Aliança
16. Jardim Bassoli
17. Jardim Campina Grande
18. Jardim Campo Grande
19. Jardim Florence I
20. Jardim Florence II
21. Jardim Itacolomi
22. Jardim Liliza
23. Jardim Lisa
24. Jardim Maracanã
25. Jardim Marialva
26. Jardim Maringá
27. Jardim Marlene
28. Jardim Metanopolis
29. Jardim Nova Esperança
30. Jardim Novo Maracanã
31. Jardim Pampulha
32. Jardim Princesa D'oeste
33. Jardim Recreio Leblon
34. Jardim Rossin
35. Jardim Santa Clara
36. Jardim Santa Rosa
37. Jardim São Caetano
38. Jardim São Judas
39. Jardim São Judas Tadeu
40. Jardim Sul-América
41. Parque Floresta
42. Parque Itajaí
43. Parque São Bento
44. Parque Valença I
45. Parque Valença II
46. Parque Valença III
47. Residencial Cosmos
48. Residencial Novo Mundo
49. Residencial Colina das Nascentes
50. Residencial São Luís
51. Vila Castelo Branco
52. Vila Padre Manuel da Nóbrega

## Distrito de Nova Aparecida
O distrito de Nova Aparecida, localizado junto à Rodovia Anhanguera, tem razoável concentração de serviços, mas se notabiliza pelos numerosos conjuntos habitacionais ali existentes, estando praticamente integrado ao município. A oeste faz conurbação com os municípios de Hortolândia e Sumaré
1. Bairro Boa Vista
2. Bairro Mendonça
3. Bairro Nova Aparecida
4. Bairro Rural do Pari
5. Bairro San Martin
6. CDHU Campinas F
7. CDHU Edivaldo Orsi
8. Chácaras Anhanguera
9. Chácaras Boa Vista
10. Chácaras Três Marias
11. Jardim Aparecida
12. Jardim Mirassol
13. Jardim Rosália I
14. Jardim Rosália II
15. Nova Aparecida
16. Núcleo Residencial Beira Rio
17. Núcleo Residencial Padre Josimo
18. Núcleo Residencial Princesa D'Oeste
19. Núcleo Residencial Renascença
20. Núcleo Residencial Rosália IV
21. Núcleo Residencial São Luiz
22. Núcleo Residencial Sete de Setembro
23. Núcleo Residencial Vila Francisca
24. Parque Cidade de Campinas
25. Parque Família
26. Parque Maria Helena
27. Parque Pinheiros
28. Terminal Intermodal de Cargas (TIC)
29. Vila Lunardi
30. Vila Olímpia
31. Vila Padre Anchieta
32. Vila Penteado
33. Vila Réggio
34. Vila Renascença

## Distrito de Ouro Verde
O Distrito de Ouro Verde é um distrito com a maior concentração populacional da cidade, sobretudo por famílias imigrantes, em sua maioria vindas de regiões do nordeste e norte, Minas Gerais e Paraná. Limitado pela Rodovia dos Bandeirantes e a Rodovia Santos Dumont (SP-75) ao restante do município e o Rio Capivari como limite com o distrito do Campo Grande. O começo do povoamento dessa região é de meados dos anos 1950.
1. Chácara Aeroporto de Viracopos
2. Chácara Dois Riachos
3. Chácara Formosa
4. Chácara Novo São Paulo
5. Chácara Pouso Alegra
6. Chácara Recanto Campestre
7. Chácara Recanto Campestre de Viracopos
8. Chácara Santos Dumont
9. Chácara São José
10. Chácara São Judas Tadeu
11. Chácara Santa Letícia
12. Chácara Vista Alegre
13. Conjunto Habitacional Vida Nova
14. Conjunto Mauro Marcondes
15. Conjunto Residencial Vida Nova
16. Descampado
17. Distrito Industrial
18. DIC I (Monsenhor Luís Fernando Abreu)
19. DIC II (Doutor Antônio Mendonça de Barros)
20. DIC III (Rui Novais)
21. DIC IV (Lech Walesa)
22. DIC V (Chico Mendes)
23. DIC VI (Santo Dias da Silva)
24. Eldorado dos Carajás
25. Fazenda Castelo
26. Fazenda Castelo
27. Fazenda Roseiras
28. Fazenda São João
29. Friburgo
30. Jardim Acadêmico
31. Jardim Adhemar de Barros
32. Jardim Aeroporto
33. Jardim Aeroporto de Viracopos
34. Jardim Aeronave
35. Jardim Atlântico
36. Jardim Aviação
37. Jardim Bom Jesus Pirapora
38. Jardim Califórnia
39. Jardim Cidade Universitária
40. Jardim Columbia
41. Jardim Cristina
42. Jardim Cruzeiro do Sull
43. Jardim Esplanada
44. Jardim Guayanila
45. Jardim Hangar
46. Jardim Ipiranga
47. Jardim Interland Paulista
48. Jardim Internacional Viracopos
49. Jardim Marajó
50. Jardim Maria Helena
51. Jardim Melina I
52. Jardim Melina II
53. Jardim Mercedes
54. Jardim Nova Mercedes
55. Jardim Novo Itaguaçu
56. Jardim Novo Horizonte
57. Jardim Ouro Verde
58. Jardim Ouro Preto
59. Jardim Pampulha
60. Jardim Paraíso de Viracopos
61. Jardim Paulista
62. Jardim Planalto de Viracopos
63. Jardim Petrópolis
64. Jardim Rosalina
65. Jardim Santa Rita de Cássia
66. Jardim Santos
67. Jardim Santos Dumont
68. Jardim São Cristóvão
69. Jardim São Francisco
70. Jardim São Jeronimo
71. Jardim São João
72. Jardim São Joaquim
73. Jardim São Jorge
74. Jardim São Pedro de Viracopos
75. Jardim São Roque
76. Jardim Santa Isabel
77. Jardim Santa Letícia
78. Jardim Santo Amaro
79. Jardim Santo Antônio
80. Jardim Shangai
81. Jardim Umuarama
82. Jardim Universitário de Viracopos
83. Jardim Uruguai
84. Jardim Vera Cruz
85. Jardim Vista Alegre
86. Jardim Yara
87. Loteamento Santa Fé
88. Núcleo Residencial Vila Vitória
89. Parque Campinas
90. Parque Central de Viracopos
91. Parque Dom Pedro II
92. Parque das Indústrias
93. Parque Montreal
94. Parque Universitário
95. Parque Viracopos
96. Parque Vista Alegre
97. Recanto do Sol
98. Recanto do Sol I
99. Recanto do Sol II
100. Residencial Campina Verde
101. Residencial Città di Firenze
102. Residencial Città di Salerno
103. Residencial Flávia
104. Residencial São José
105. Sítio São José
106. Vila Aeroporto
107. Vila Congonhas
108. Vila Nilza
109. Vila Vitória

## Distrito de Sousas
O distrito de Sousas, localizado a 10 km do Centro de Campinas, notabiliza-se por ser cortado pelo Rio Atibaia, e assim como em Joaquim Egídio (3 km à frente), pela presença de muitos condomínios fechados. Diferencia-se, porém, pela presença de alguns estabelecimentos comerciais e de serviços. Climaticamente, possui temperatura menor que Campinas. Os Clubes Campineiro de Regatas e Natação, Tênis Clube de Campinas, Clube semanal de Cultura Artística, Clube Concórdia, Clube Yrapuã, entre outros desfrutam de suas sedes de campo na região.
1. Adriano C. Barros
2. Angélica
3. Arboreto dos Jequitibás
4. Bosque Irapuã
5. Loteamento Caminhos de San Conrado
6. Chácara Bela Vista
7. Chácara Santo Antônio
8. Colinas do Atibaia
9. Colinas do Ermitage
10. Colinas do Ermitage II
11. Colinas do Ermitage III
12. Entreverdes
13. Fazenda Iracema
14. Fazenda Jaguari
15. Imperial Parque
16. Jardim Atibaia
17. Jardim Belmonte
18. Jardim Botânico
19. Jardim Conceição
20. Jardim Martinelli
21. Jardim Roselia
22. Jardim Rosana
23. Jardim São Francisco
24. Jardim São Francisco II
25. Jardim Sorirama
26. Loteamento Claude de Barros Penteado
27. Mirantes da Fazenda
28. Notre Dame
29. Nova Sousas
30. Núcleo Residencial Cristo Rei
31. Parque das Araucárias
32. Parque das Hortênsias
33. Parque Jatibaia
34. Parque João Damin
35. Portal da Mata
36. Quinta de Jales
37. Quinta dos Jatobás
38. Reserva da Floresta
39. Residencial Cândido Ferreira
40. Residencial Jaguary
41. Santa Lydia
42. Santa Rita de Mato Dentro
43. Santo Antônio das Mangueiras
44. Santo Antônio do Maracajú
45. Santo Antônio do Maracujá
46. Sitio dos Cambáras
47. Sousas
48. Sousas Park
49. Vila Ana Luíza
50. Vila Bourbon
51. Vila Emi
52. Vila Janete
53. Vila José Iório
54. Vila Laércio Teixeira
55. Vila Santana
56. Vila Santana II
57. Vila Santana III
58. Vila Santa Rita
59. Vila Sônia
60. Vila Sônia II
61. Ville Sainte Helene

## Distrito de Joaquim Egídio
O distrito de Joaquim Egídio é o mais rural dos distritos de Campinas e juntamente com alguns bairros da Região Norte, possui fazendas (algumas delas históricas). A região está passando por um grande aumento do número de condomínios fechados. Por estar no meio de uma região de proteção ambiental, o clima é ainda mais frio que em Sousas e do que na cidade de Campinas em geral.
1. Bairro da Estação
2. Cabras
3. Capricórnio
4. Chácara Paraíso
5. Colonia F. Comind
6. Fazenda das Cabras
7. Fazenda Santa Maria
8. Fazenda Três Pedras
9. Joaquim Egídio
10. Morada das Nascentes
11. Riqueza
12. Santa Maria
13. Serra das Cabras
14. Vila São Joaquim